# Plantation (hrabstwo Broward)
Plantation – miasto w stanie Floryda, w hrabstwie Broward. Według spisu w 2020 roku liczy 91,7 tys. mieszkańców. Jest częścią obszaru metropolitalnego Miami.
W Plantation urodziła się Sloane Stephens, amerykańska tenisistka oraz XXXTentacion, amerykański raper.

## Demografia
W 2020 roku 42,4% stanowią białe społeczności nielatynoskie, 26,4% to Latynosi, 23,4% to czarnoskórzy Amerykanie (w tym Afroamerykanie) i 5,2% to Azjaci.